# Mondo Marcio/Diskografie
Diese Diskografie ist eine Übersicht über die musikalischen Werke des italienischen Rappers Mondo Marcio. Den Schallplattenauszeichnungen zufolge hat er bisher mehr als 60.000 Tonträger verkauft. Seine erfolgreichste Veröffentlichung ist die Single Dentro alla scatola mit über 30.000 verkauften Einheiten.

## Alben

### Studioalben
| Jahr | Titel                        | Höchstplatzierung, Gesamtwochen, AuszeichnungChartplatzierungen (Jahr, Titel, Platzierungen, Wochen, Auszeichnungen, Anmerkungen) | Höchstplatzierung, Gesamtwochen, AuszeichnungChartplatzierungen (Jahr, Titel, Platzierungen, Wochen, Auszeichnungen, Anmerkungen) | Anmerkungen                           |
| Jahr | Titel                        | CH | IT | Anmerkungen                           |
| ---- | ---------------------------- | --- | --- | ------------------------------------- |
| 2004 | Mondo Marcio                 | — | — |                                       |
| 2006 | Solo un uomo                 | — | IT10 (20 Wo.)IT | Erstveröffentlichung: 27. Januar 2006 |
| 2006 | Solo un uomo (Gold Edition)  | — | IT13 (21 Wo.)IT |                                       |
| 2007 | Generazione X                | — | IT19 (11 Wo.)IT | Erstveröffentlichung: 22. Juni 2007   |
| 2010 | Animale in gabbia            | — | IT36 (4 Wo.)IT |                                       |
| 2012 | Cose dell’altro mondo        | — | IT2 (6 Wo.)IT |                                       |
| 2014 | Nella bocca della tigre      | — | IT4 (12 Wo.)IT | Erstveröffentlichung: 15. April 2014  |
| 2016 | La freschezza del marcio     | CH95 (1 Wo.)CH | IT4 (5 Wo.)IT | Erstveröffentlichung: 11. März 2016   |
| 2019 | Uomo!                        | — | IT5 (4 Wo.)IT | Erstveröffentlichung: 8. März 2019    |
| 2021 | My Beautiful Bloody Break Up | — | IT94 (1 Wo.)IT | Erstveröffentlichung: 12. März 2021   |
| 2022 | Magico                       | — | IT30 (1 Wo.)IT | Erstveröffentlichung: 7. Oktober 2022 |
| 2025 | Credo                        | — | IT45 (1 Wo.)IT | Erstveröffentlichung: 25. April 2025  |

### Mixtapes
| Jahr | Titel                   | Höchstplatzierung, Gesamtwochen, AuszeichnungChartplatzierungen (Jahr, Titel, Platzierungen, Wochen, Auszeichnungen, Anmerkungen) | Höchstplatzierung, Gesamtwochen, AuszeichnungChartplatzierungen (Jahr, Titel, Platzierungen, Wochen, Auszeichnungen, Anmerkungen) | Anmerkungen |
| Jahr | Titel                   | CH | IT | Anmerkungen |
| ---- | ----------------------- | --- | --- | ----------- |
| 2008 | In cosa credi           | — | IT50 (4 Wo.)IT |             |
| 2011 | Musica da serial killer | — | IT34 (3 Wo.)IT |             |

Weitere Mixtapes
- 2004: Fuori di qua
- 2006: Nessuna via d’uscita
- 2011: Puoi fare di meglio
- 2012: Quattro conigli neri
- 2014: Mondoteismo

### EPs
- 2009: Animale in gabbia sta arrivando
- 2010: Maschera a gas
- 2012: Finte verità (mit Steve Forest)

## Singles

### Als Leadmusiker
| Jahr | Titel Album                       | Höchstplatzierung, Gesamtwochen, AuszeichnungChartsChartplatzierungen (Jahr, Titel, Album, Platzierungen, Wochen, Auszeichnungen, Anmerkungen) | Anmerkungen                                               |
| Jahr | Titel Album                       | IT | Anmerkungen                                               |
| ---- | --------------------------------- | --- | --------------------------------------------------------- |
| 2006 | Dentro alla scatola Solo un uomo  | IT2 Gold (2021) · (22 Wo.)IT | Erstveröffentlichung: 17. Februar 2006 Verkäufe: + 35.000 |
| 2006 | Nessuna via d’uscita Solo un uomo | IT13 (9 Wo.)IT | Erstveröffentlichung: 12. Mai 2006                        |
| 2006 | Dentro alla scatola Solo un uomo  | IT12 (18 Wo.)IT | vs. Finley                                                |
| 2006 | Segui la stella Solo un uomo      | IT37 (4 Wo.)IT |                                                           |
| 2007 | Generazione X                     | IT16 (17 Wo.)IT |                                                           |

Weitere Singles
- 2010: Non sono una rockstar
- 2010: MP3
- 2010: Zeropuntootto
- 2012: Finte verità (mit Steve Forest)
- 2012: Fight Rap
- 2012: Senza cuore
- 2013: Troppo lontano
- 2013: Sempre in serata
- 2014: A denti stretti
- 2014: Un bacio? (Troppo poco)
- 2014: Solo parole
- 2014: Non esco mai (mit Salmo, Jack the Smoker & Coez) – Gold (25.000+)
- 2025: Credo

### Als Gastmusiker
- 2004: Voglio morire in piedi auf Esuberanza von Sano Business
- 2004: Beiootchh!!!, Parli di und 2 di notte auf Seven: The Street Prequel von Bassi Maestro
- 2004: Dangerous und Yeah auf L’ultimo testimone von Bassi Maestro
- 2004: Barre pt. 3 auf The Fottamaker von Asher Kuno
- 2004: Resta giù von Ape
- 2005: Slow Mo (intro) und Slow Mo auf Parole von Mistaman
- 2005: Brucia da pazzi von Fish
- 2006: The Most Wanted pt. II auf Il mio diario von Tormento
- 2006: Get High und Get High parte 2 auf Rock The Beatz von Dj Fede
- 2006: Troppo Tardi von Ekr
- 2008: Entra nel club und Brucia da pazzi auf Robe grosse von Fish
- 2008: Don’t Stop und Paura auf De letscht wos git von Bandit
- 2009: Summer Love auf The Real Me von Michelle Lily
- 2009: Ho chiuso la porta auf The Real Me von Michelle Lily
- 2009: Deluso auf Il disco finto von Two Fingerz
- 2012: Brutta idea auf The EP von DJ Fabio B
- 2012: Intro auf Transparent von Michelle Lily
- 2013: L’ultima volta auf Pazienza von Vacca

## Musikvideos
- 2006: Dentro alla scatola
- 2006: Nessuna via d’uscita
- 2006: Segui la stella
- 2007: Generazione X
- 2008: Tutto può cambiare (feat. Pier Cortese)
- 2009: Sopra di noi
- 2009: In cosa credi
- 2009: Non sono una rockstar
- 2009: Zeropuntootto
- 2010: Mp3
- 2010: A spasso nel cimitero
- 2010: Tutto torna
- 2010: Tutto a posto
- 2011: Come un italiano
- 2011: Nessuno ti ama
- 2011: Puoi fare di meglio
- 2011: Continua domani
- 2012: Non dimenticare
- 2012: Fight Rap
- 2012: Senza cuore
- 2012: Cose dell’altro Mondo
- 2012: Quando tutto cade (feat. Killacat)
- 2013: Troppo lontano
- 2013: Bang! (feat. Vacca)
- 2013: Sempre in serata
- 2014: Nella bocca della tigre
- 2014: A denti stretti
- 2014: Eli-mina-zione
- 2014: Un bacio? (Troppo poco)
- 2015: Solo parole

## Sonderveröffentlichungen
Demos
- 2003: Difesa personale

## Statistik

### Chartauswertung
|                     | CH    | IT     |
| ------------------- | ----- | ------ |
| Nummer-eins-Alben   | CH—CH | IT—IT  |
| Top-10-Alben        | CH—CH | IT5IT  |
| Alben in den Charts | CH1CH | IT13IT |

|                       | IT    |
| --------------------- | ----- |
| Nummer-eins-Singles   | IT—IT |
| Top-10-Singles        | IT1IT |
| Singles in den Charts | IT5IT |

### Auszeichnungen für Musikverkäufe
Anmerkung: Auszeichnungen in Ländern aus den Charttabellen bzw. Chartboxen sind in ebendiesen zu finden.
| Land/RegionAuszeichnungen für Musikverkäufe (Land/Region, Auszeichnungen, Verkäufe, Quellen) | Gold     | Platin | Verkäufe | Quellen |
| -------------------------------------------------------------------------------------------- | -------- | ------ | -------- | ------- |
| Italien (FIMI)                                                                               | 2× Gold2 | —      | 60.000   | fimi.it |
| Insgesamt                                                                                    | 2× Gold2 | —      |          |         |